# Kryzhopil (huyện)
Huyện Kryzhopil (tiếng Ukraina: Крижопільський район, chuyển tự: Kryzhopils’kyi raion) là một huyện của tỉnh Vinnytsia thuộc Ukraina. Huyện Kryzhopil có diện tích 884 km², dân số theo điều tra dân số ngày 5 tháng 12 năm 2001 là 40907 người với mật độ 46 người/km2. Trung tâm huyện nằm ở Kryzhopil.